# Charade (Alice)
Charade è il 13° album in studio di Alice pubblicato nel 1995.

## Descrizione
L'album segna l'approdo di Alice alla WEA dopo la EMI.
Nel disco hanno suonato, tra gli altri, Trey Gunn, Mauro Spina, Steward Gordon, il California Guitar Trio, Paolo Fresu.
Nel 1996 l'album è stato ripubblicato con l'aggiunta di Dammi la mano amore in versione remix, utilizzata per la promozione dell'album. Il primo brano estratto, fu invece Non ero mai sola: di entrambi i singoli vennero realizzati i relativi videoclip.
Charade fu presentato in un'ultima grande tournée europea (1996), in cui suonarono Robby Aceto, Ben Coleman, Mick Karn e Steve Jansen.
Il brano che dà il titolo al disco è una rielaborazione di Domani dall'album Alla periferia dell'impero di Mino Di Martino. Il verso "romanziere al Cairo, cameriere a Gibilterra, turista a Napoli" è una citazione colta dal film Professione reporter di Michelangelo Antonioni.

## Tracce
1. L'apparenza – 4:44 (Di Martino, Alice, Messina)
2. Dammi la mano amore – 3:55 (Alice)
3. In piedi su uno specchio – 4:17 (Messina, Alice)
4. Il silenzio delle abitudini – 3:33 (Sparapano, Gemma)
5. Charade – 3:40 (Di Martino)
6. Gli ultimi fuochi – 3:19 (Alice)
7. Non ero mai sola – 4:24 (Messina, Alice)
8. Nel resto del tempo – 3:51 (Messina, Alice)
9. Il nido del gatto – 3:18 (Messina, Alice)
10. Sotto lo stesso cielo – 4:10 (Alice, Di Martino, Messina)
11. Dammi la mano amore (Devogue Version) – 2:25 (Alice)
12. La fronte mormora – 2:24 (Messina)

## Formazione
- Alice – voce, tastiera, pianoforte
- Francesco Messina – tastiera, sintetizzatore
- Mauro Spina – batteria, chitarra addizionale (tracce 4, 5, 9, 10)
- Trey Gunn – chitarra (tracce 1, 2, 5, 7, 8, 10)
- Roberto Gemma – tastiera (tracce 4, 10)
- Marco Guarnerio – chitarra elettrica (tracce 1, 4, 5, 7, 8, 9, 10)
- California guitar trio (Bert Lams, Paul Richards, Hideyo Moriya) – chitarra acustica (tracce 6, 12)
- Paul Richards – chitarra (traccia 3)
- Stuart Gordon – violino, viola (tracce 2, 5, 7, 8, 12)
- Paolo Fresu – tromba (tracce 3, 7, 12)
- Bruno Romani – flauto (tracce 1, 9, 10), sax (tracce 1, 9)
- Mino Di Martino – cori (traccia 11)